# Europastraße 003
Die Europastraße 003 (kurz: E 003) ist eine rund 1000 Kilometer lange Europastraße des Zwischennetzes in Usbekistan und Turkmenistan.

## Verlauf

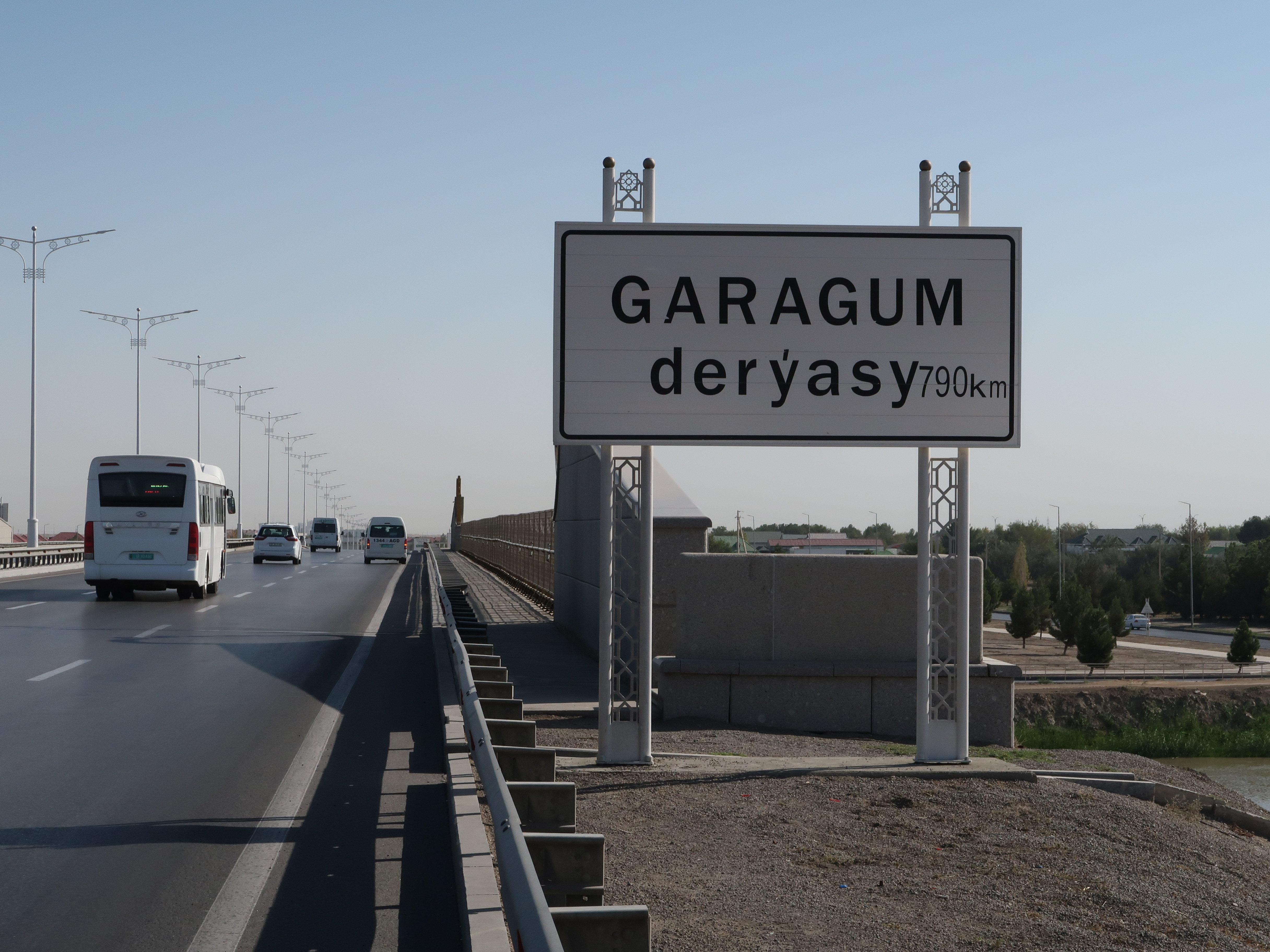
Europastraße 003 im Norden von Aşgabat

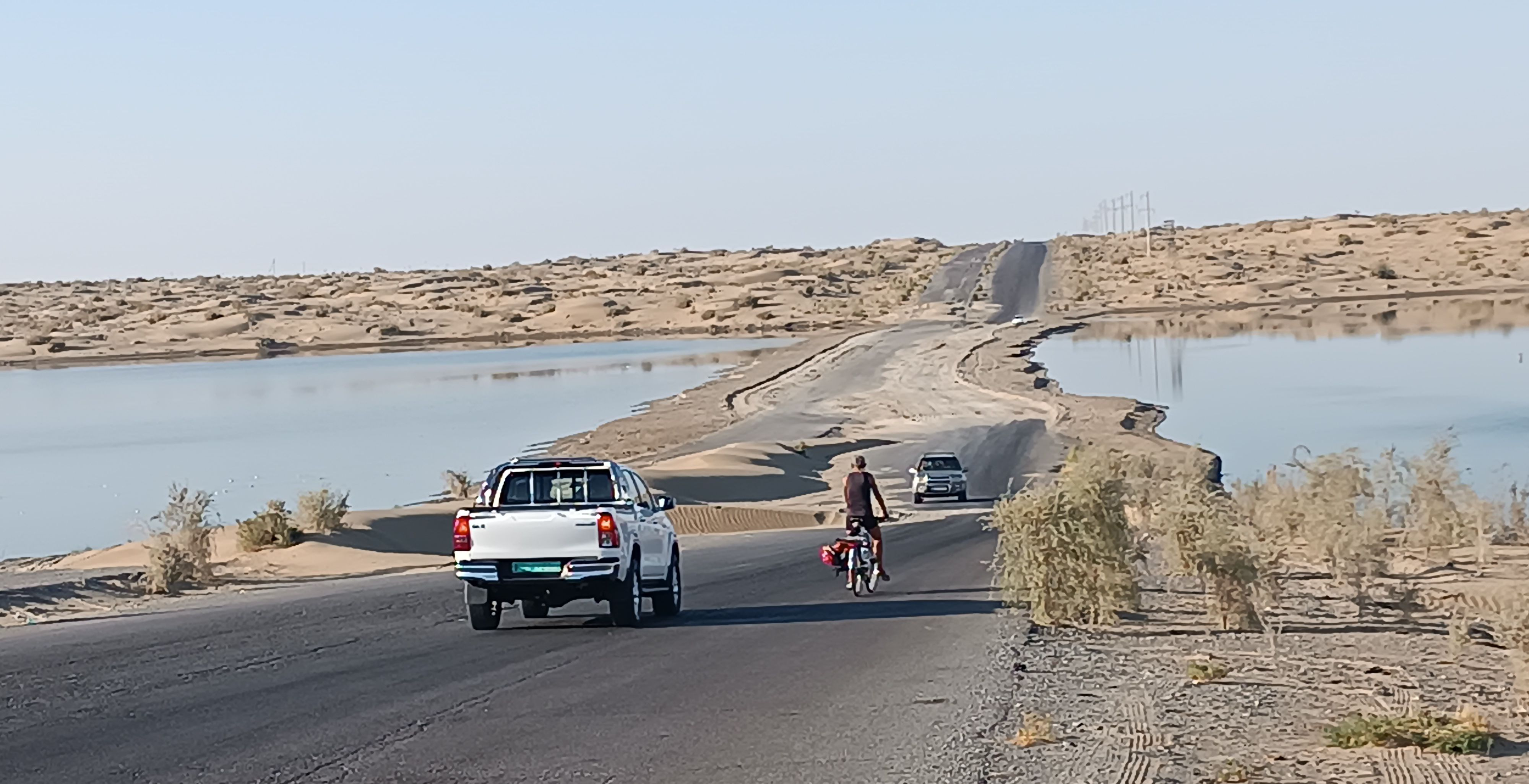
Europastraße 003 in der Karakum-Wüste

Die Europastraße 003 beginnt in Uchquduq, wo sie von der Europastraße 004 abzweigt, und verläuft von dort in westlicher Richtung über Daşoguz, wo sie die Europastraße 40 kreuzt, und von dort in südlicher Richtung durch die Karakum-Wüste nach Aşgabat, der Hauptstadt von Turkmenistan (Kreuzung mit der Europastraße 60), und weiter in südlicher Richtung zur Grenze des Iran.